# Giovanni Guerini
Giovanni Guerini (Bergamo, 3 settembre 1963 – Bergamo, 9 gennaio 2023) è stato un baritono italiano conosciuto per le interpretazioni rossiniane e di vocalità antica.
Entrato in conservatorio per lo studio delle percussioni, ha svolto parallelamente gli studi di canto lirico studiando con il soprano Ida Farina. Diplomatosi in canto  con il massimo dei voti, lode e menzione speciale presso l'Istituto Gaetano Donizetti di Bergamo si è poi perfezionato con altri importanti nomi della direzione d'orchestra fra cui Anthony Rooley, direttore del Consort of Musike, ensemble dedito alla musica antica, e Paolo Vaglieri, assistente del maestro Carlo Maria Giulini, apprezzato interprete di opere del  periodo barocco.
Guerini ha debuttato nel 1988 al teatro Donizetti di Bergamo cantando nel ruolo di Ascanio Petrucci nell'opera Lucrezia Borgia di Gaetano Donizetti con i complessi RAI  di Milano sotto la direzione di Roberto Abbado; ha avviato da allora una lunga collaborazione con il maggiore teatro bergamasco. Ha inoltre svolto studi di musicologia riguardanti soprattutto gli ambiti della vocalità rinascimentale e di ripristino delle prassi esecutive di stampo antico.
Predilige il repertorio donizettiano, rossiniano e antico e ha fatto parte di importanti cast in tutto il mondo. È presente in numerose registrazioni edite su cd fra le quali spicca la prima assoluta dell'oratorio La conversione di Sant Agostino diretta da Paolo Vaglieri.
Negli ultimi anni ha avuto importanti esperienze come vocalist, partecipando a concerti con Enzo Jannacci e Lenny Kravitz.